# Księżyc 02
Księżyc 02 lub Księżyc Zero Dwa (org. Moon Zero Two) – brytyjski film s-f z 1969 roku w reż. Roya Warda Bakera. 

## Fabuła
Rok 2021 na Księżycu. Bill Kemp, który jako pierwszy postawił stopę na Marsie, onegdaj sławny i popularny, obecnie zapomniany i sfrustrowany, ledwie wiąże koniec z końcem. Żyje z turystycznych wynajmów swojej leciwej rakiety. Pewnego dnia, od wszechwładnego milionera Hubbarda otrzymuje lukratywną propozycję ściągnięcia na Księżyc asteroidy składającej się z kilku ton czystego szafiru. Jednocześnie jednak przyjmuje ofertę od pięknej Clementine, która poszukuje swojego brata, księżycowego górnika, zaginionego na jednej z odległych działek Księżyca, dokładnie na tej, na której ma wylądować szafirowa asteroida. W finałowej rozgrywce Bill i Clementine pokonują ludzi Hubbarda i odzyskują kontrolę zarówno nad atrakcyjną działką jak i asteroidą. 

## Obsada
- James Olson – Bill Kemp
- Catherina von Schell – Clementine Taplin
- Warren Mitchell – J. J. Hubbard
- Adrienne Corri – Elizabeth Murphy
- Ori Levy – Korminski
- Dudley Foster – Whitsun
- Bernard Bresslaw – Harry
- Neil McCallum – kapitan
- Joby Blanshard – Smith
- Michael Ripper – gracz
- Robert Tayman – gracz
- Sam Kydd – barman
- Keith Bonnard – urzędnik celny
- Leo Britt – urzędnik celny
- Carol Cleveland – hostessa
- Roy Evans – robotnik
- Tom Kempinski – II-gi oficer
- Lew Luton – urzędnik imigracyjny
- Claire Shenstone – recepcjonistka hotelowa
- Chrissie Shrimpton – ekspedientka w butiku
- Amber Dean Smith – dziewczyna Hubbarda
- Simone Silvera – dziewczyna Hubbarda
- The Gojos – grupa taneczna w barze

in. 

## Produkcja
Księżyc 02 wszedł na ekrany kin jako szeroko reklamowany "pierwszy western w kosmosie". Można w nim dostrzec typowe dla filmów Dzikiego Zachodu wątki i sytuacje, ale umieszczone w scenerii kosmicznej (kosmiczny saloon, "pogranicze" z konfliktami o działki górnicze, kowboje-piloci). 
Polski krytyk filmowy Andrzej Kołodyński, w swojej Historii filmu SF (1989) wyraził pogląd, że George Lucas w Gwiezdnych Wojnach naśladował żywą akcję i energię filmu.  

## Zdjęcia
Zdjęcia do filmu trwały od marca do czerwca 1969 w studio filmowym Elstree Studios w Borehamwood. Muzykę do filmu skomponował amerykański trębacz jazzowy Don Ellis, a piosenkę tytułowa wykonała Julie Driscoll. 
Film nigdy nie był wyświetlany w Polsce.